# Экономика дефицита
«Экономика дефицита» (пол. gospodarka niedoboru, венг. hiánygazdaság) — термин венгерского экономиста Яноша Корнаи, который использовал его при оценке плановой экономики государств Восточного блока.
В своей монографии «Экономика дефицита» (англ. Economics of Shortage) Корнаи утверждал, что хронический дефицит, наблюдавшийся в странах Центральной и Восточной Европы в конце 1970-х годов (и продолжавшийся в 1980-е годы), был не следствием ошибок планирования, а системным недостатком. Дефицит определенного товара не обязательно означает, что он не производится – скорее, это означает, что количество востребованного товара превышает количество поставляемого по определенной цене. Причиной этого может быть низкая цена, устанавливаемая государством, которая побуждает потребителей формировать спрос на товар, превышающий предложение. Однако Корнай сфокусировался на сокращении предложения и утверждал, что именно оно стало основной причиной дефицита в странах Восточной Европы в 1980-е годы.

## Определение и характеристики
По мнению Корнаи, плановые экономики обладают рядом общих характеристик, испытывая частые, интенсивные и хронические дефициты. При этом дефицит имеет все признаки тотального, поражающий все сферы экономики – потребительские товары и услуги, средства производства. Дефицит носит как горизонтальный, так и вертикальный характер, то есть затрагивает как предложение промежуточных товаров, так и сопутствующих дополнительных товаров. Кроме того, дефицит периодически сменяется ситуацией затоваривания, когда поставляется излишки товаров (часто это связано с несвоевременным поступлением заказов).
Корнай выделяет несколько вариантов действий и результатов, имеющих место в экономике дефицита. Может случиться так, что товар, который ищет покупатель, имеется в магазине, но его количество может быть ограничено, поэтому покупатели вынуждены стоять в очереди (теоретически в рыночной экономике подобная ситуация устраняется повышением цен, что заставляет покупателей отказаться от покупки). Ожидание в очереди означает потерю времени для покупателей. В странах, которые изучал Корнай, время ожидания могло составлять несколько часов в день, проведенных в очередях только для приобретения основных продуктов питания. На другие потребительские товары существовали списки, в которые потенциальные покупатели должны были записываться за несколько месяцев или даже лет вперед. В качестве примера можно привести очередь на приобретение квартиры в Советском Союзе в 1980-е годы, которая растягивалась на десять или пятнадцать лет.
Возможна и другая ситуация, когда товара просто нет в наличии. В этом случае покупатель может либо полностью отказаться от приобретения товара, либо потратить дополнительное время (неявные экономические издержки) на дальнейшие поиски товара, либо приобрести аналог. По мнению Корнаи, покупка заменителя является вынужденной мерой. Наконец, возможен вариант, когда потребитель приобретает ненужную вещь в расчете на то, что, продав эту вещь позднее, он сможет приобрести необходимый товар. Такое поведение приводит к увеличению спроса на другие товары просто потому, что они есть, и приводит к распространению дефицита на всю экономику.

## Результаты
Общими результатами дефицита для потребителей являются вынужденная покупка аналогов, являющихся некачественными заменителями, и вынужденная экономия, поскольку потребители не могут полностью использовать свою покупательную способность. Институциональные результаты включают в себя так называемое мягкое бюджетное ограничение, при котором производители рассчитывают на помощь центральных властей, уступки со стороны плановиков, обвиняющих в дефиците потребителей, требующих «не те товары», и, в макроэкономическом плане, скрытую инфляцию, вызванную отложенным спросом.

## Материалы
- Государственный капитализм
- Восточный блок
- Очередь (игра)
- Плановая экономика
- Теневая экономика в СССР